# NGC 3938
NGC 3938 је спирална галаксија у сазвежђу Велики медвед која се налази на NGC листи објеката дубоког неба.
Деклинација објекта је + 44° 7' 17" а ректасцензија 11h 52m 49,2s. Привидна величина (магнитуда) објекта NGC 3938 износи 10,1 а фотографска магнитуда 10,8. Налази се на удаљености од 17,0000 милиона парсека од Сунца. NGC 3938 је још познат и под ознакама UGC 6856, MCG 7-25-1, CGCG 214-34, CGCG 215-2, IRAS 11502+4423, PGC 37229.